# Ordine del Pakistan
L'Ordine del Pakistan è la più alta onorificenza cavalleresca concessa dal governo del Pakistan.

## Storia
L'Ordine venne fondato il 19 marzo 1957 per ricompensare quanti si fossero distinti grandemente a favore dello stato pakistano per cause civili o militari, nonché per meriti acclarati nella diplomazia internazionale.

## Classi
L'Ordine dispone delle seguenti classi di benemerenza:
- Cavaliere di I Classe
- Cavaliere di II Classe
- Cavaliere di III Classe

## Insegne
- La medaglia consiste nella sua forma attuale in una stella raggiante dorata a forma di sole riportante al centro un anello smaltato di verde che racchiude al proprio interno un disco quadripartito recante quattro piante simbolo dell'agricoltura del paese.
- Il nastro era, fino al 1986, bianco con una striscia verde per parte, ora è verde con una striscia bianca per parte.

## Insigniti notabili
- Mahathir Mohamad
- Elisabetta II del Regno Unito
- Dwight D. Eisenhower, presidente degli Stati Uniti
- Richard Nixon, presidente degli Stati Uniti
- Karim Aga Khan IV, principe
- Morarji Desai
- Dilip Kumar
- Li Peng
- Hamad bin Khalifa al-Thani, sceicco del Qatar
- Abdullah bin Abdul Aziz Al Saud, re dell'Arabia Saudita
- Hu Jintao
- Recep Tayyip Erdoğan
- Xi Jinping
- Hasan II del Marocco
- Birendra del Nepal
- Mahendra del Nepal